# Pulchroppia malapectinata
Pulchroppia malapectinata är en kvalsterart som först beskrevs av Corpuz-Raros 1979.  Pulchroppia malapectinata ingår i släktet Pulchroppia och familjen Oppiidae. Inga underarter finns listade i Catalogue of Life.